# Chrysonopa apicalis
Chrysonopa apicalis es un coleóptero de la familia Chrysomelidae.
Fue descrita científicamente en 1989 por Takizawa.